# Nyctemera vvandenberghi
Nyctemera vvandenberghi är en fjärilsart som beskrevs av Walter Karl Johann Roepke 1957. Nyctemera vvandenberghi ingår i släktet Nyctemera och familjen björnspinnare. Inga underarter finns listade i Catalogue of Life.